# Thomas Randolph
Thomas Randolph (ur. 1605, zm. 1635) – angielski poeta i dramaturg.

## Życiorys
Thomas Randolph urodził się 15 czerwca 1605 w miejscowości Newnham-cum-Badby w Northamptonshire. Był synem Williama i Elizabeth Randolphów. Uczył się w Westminster School, następnie studiował na University of Cambridge. Zarówno w szkole, jak na uczelni zdobył uznanie jako autor angielskich i łacińskich wierszy. Ben Jonson zaliczył go do grona swoich "synów", czyli obiecujących młodych poetów. Poeta zmarł w marcu 1635 w Blatherwycke w wieku zaledwie dwudziestu dziewięciu lat.

## Twórczość
Thomas Randolph napisał między innymi komedie Aristippus; or, The Joviall Philosopher i The Conceited Pedlar, które zostały opublikowane w 1630. Trzecia komedia, Hey for Honesty oparta na dziele Arystofanesa Plutus, została wydana w 1651. Czwarta sztuka, The Jealous Lovers, została wystawiona dla króla Karola I Stuarta w Cambridge w 1632. Oprócz tego Randolph napisał The Muse’s Looking-Glass, satyrę na ówczesną moralność, wystawioną w Salisbury Court Theatre w 1630, i sielankę Amyntas, zaprezentowaną na dworze w 1601.  W swojej twórczości często stosował grę słów (ang. pun).
Zobacz też: Cotswold Olimpick Games